# Малата
Малата — деревня в Череповецком районе Вологодской области.
Входит в состав Югского сельского поселения (с 1 января 2006 года по 8 апреля 2009 года входила в Домозеровское сельское поселение), с точки зрения административно-территориального деления — в Домозеровский сельсовет.
Расстояние по автодороге до районного центра Череповца — 16 км, до центра муниципального образования Нового Домозерова — 11 км. Ближайшие населённые пункты — Блиново, Ильинское, Петраково.
По переписи 2002 года население — 1 человек.